# 256
El año 256 (CCLVI) fue un año bisiesto comenzado en martes del calendario juliano, en vigor en aquella fecha.
En el Imperio romano el año fue nombrado como el del consulado de Claudio y Glabrio o, menos comúnmente, como el 1009 Ab urbe condita, siendo su denominación como 256 posterior, de la Edad Media, al establecerse el Anno Domini.

## Acontecimientos
- Los godos invaden Asia Menor y el Imperio romano pierde Dacia.
- El emperador Valeriano persigue a los cristianos.
- Los francos cruzan el Rin, los alamanes alcanzan Mediolanum.
- Las ciudades por todo el Imperio romano comienzan a construir murallas conforme las defensas de la frontera empiezan a tambalearse.
- Los godos aparecen ante los muros de Tesalónica.
- En África, los bereberes masacran a los colonos romanos.
- El futuro emperador Aureliano inspecciona y organiza las defensas a lo largo del Rin.
- El rey persa Sapor invade Mesopotamia y Siria.
- Dura Europos es destruida por los persas.

## Nacimientos
- Sebastián, mártir cristiano.
- Arrio
- Osio de Córdoba, obispo